# Линда Еванџелиста
Линда Еванџелиста (енгл. Linda Evangelista; Сент Кетринс, 10. мај 1965) канадска је манекенка. Једна је од најуспешнијих и најутицајнијих манекенки свих времена. Била је на преко 700 насловних страница модних часописа , као што је Воуг.

## Биографија
Њени родитељи су пореклом Италијани, који су се доселили у Канаду. Живели су у месту Сент Кетрин у Онтарију, где је ишла у католичку гимназију. Са свега 12 година је желела да постане модел, па је ишла на курсеве. Године 1981. учествовала је у избору за Мис Нијагаре. Иако није победила ту је запала за око модним креаторима и од тада почиње њена професионална каријера, радила је за најпознатије светске модне куће и дизајнере као што су Шанел, Кристијан Диор, Валентино, Ђорђо Армани, Версаче, Долче и Габана, Гучи, Луј Витон, Прада, Фенди, Баленсијага, Хуго Бос, Москино, Трусарди и многи други. 1998. године привремено је прекинула каријеру, да би је наставила 2001. године. 

## Остало
Имала је неколико бракова а међу њима и са француским фудбалером Фабјеном Бартезом. Има сина Аугустина Џејмса са милијардером Франсоом-хенри Пинаутом, мужом познате глумице Селме Хајек.

## Занимљивости
Позната је по чувеној изјави: „Не будимо се без 10.000 долара дневно.”